# Adrian Smith (basketballer)
Adrian Howard Smith (Farmington, 5 oktober 1936) is een voormalig Amerikaans basketballer. Hij won met het Amerikaans basketbalteam de gouden medaille op de Pan-Amerikaanse Spelen 1959 en de Olympische Zomerspelen 1960.
Smith speelde voor het team van de Northeast Mississippi Community College en de Universiteit van Kentucky, voordat hij in 1961 zijn NBA-debuut maakte bij de Cincinnati Royals. In totaal speelde hij 10 seizoenen in de NBA. Daarna speelde hij nog een seizoen in de American Basketball Association. Tijdens de Olympische Spelen speelde hij 8 wedstrijden, inclusief de laatste wedstrijd tegen Italië. Gedurende deze wedstrijden scoorde hij 87 punten.
Na zijn carrière als speler was hij werkzaam bij een bank in Cincinnati. In 2010 werd het volledige Olympische team van 1960 toegevoegd aan de Basketball Hall of Fame.
3 Jerry West · 
4 Walt Bellamy · 
5 Bob Boozer · 
6 Terry Dischinger · 
7 Burdette Haldorson · 
8 Darrall Imhoff · 
9 Allen Kelley · 
10 Lester Lane · 
11 Jerry Lucas · 
12 Adrian Smith · 
13 Jay Arnette · 
14 Oscar Robertson · 
Coach Pete Newell